# 皮奥伊州克里斯塔兰迪亚
皮奥伊州克里斯塔兰迪亚（葡萄牙語：Cristalândia do Piauí）是巴西皮奥伊州的一个市镇。总面积1202.901平方公里，总人口7231人，人口密度6人/平方公里。